# Amt Drebkau (Niederlausitz)
Das Amt Drebkau (Niederlausitz), auch Amt Drebkau/Niederlausitz war ein 1992 gebildetes Amt im Land Brandenburg, in dem sich neun Gemeinden im damaligen Kreis Cottbus-Land (heute Landkreis Spree-Neiße, Brandenburg) zu einem Verwaltungsverbund zusammengeschlossen hatten. Sitz der Amtsverwaltung war in der Stadt Drebkau. Das Amt Drebkau wurde 2001 aufgelöst. Es hatte Ende 2000 6628 Einwohner.

## Geographische Lage
Das Amt Drebkau (Niederlausitz) grenzte im Norden an das Amt Vetschau und die amtsfreie Gemeinde Kolkwitz, im Nordosten an die kreisfreie Stadt Cottbus, im Osten an das Amt Neuhausen/Spree, im Süden an die Stadt Spremberg, das Amt Welzow und im Südwesten und Westen an das Amt Altdöbern.

## Geschichte
Am 3. Juli 1992 erteilte der Minister des Innern seine Zustimmung zur Bildung des Amtes Drebkau/Niederlausitz, für dessen Zustandekommen der 16. Juli 1992 festgelegt wurde. Sitz der Amtsverwaltung war in der Stadt Drebkau. Folgende neun Gemeinden aus dem damaligen Kreis Cottbus-Land waren darin zusammengefasst:
1. Casel
2. Domsdorf
3. Greifenhain
4. Jehserig
5. Laubst
6. Leuthen
7. Schorbus
8. Siewisch
9. Stadt Drebkau

Das Amt Drebkau (Niederlausitz) hatte Ende 1992 6223 Einwohner.
Zum 1. Januar 1995 wechselte die Gemeinde Kausche vom Amt Welzow in das Amt Drebkau (Niederlausitz). Ab 1996 wurde Kausche devastiert. Die Bewohner wurden in den Ortsteil (Neu-)Kausche umgesiedelt. Zum 31. Dezember 2001 schlossen sich die Gemeinden Casel, Domsdorf, Greifenhain, Jehserig, Laubst, Leuthen, Schorbus, Siewisch und die Stadt Drebkau zur neuen Stadt Drebkau zusammen, das Amt Drebkau (Niederlausitz) wurde aufgelöst.

## Amtsdirektor
Erster und einziger Amtsdirektor war Werner Roß.

## Belege
1. 1 2  Beitrag zur Statistik Landesbetrieb für Datenverarbeitung und Statistik Historisches Gemeindeverzeichnis des Landes Brandenburg 1875 bis 2005 19.13 Landkreis Spree-Neiße PDF
2. ↑  Bildung der Ämter Temnitz, Milow, Baruth, Neuhardenberg, Burg-Spreewald, Drebkau/Niederlausitz, Neuhausen und Peitz. Bekanntmachung des Ministers des Innern vom 30. Juni 1992. Amtsblatt für Brandenburg - Gemeinsames Ministerialblatt für das Land Brandenburg, 3. Jahrgang, Nummer 54, 31. Juli 1992, S. 967.
3. ↑  Wechsel der Gemeinde Kausche aus dem Amt Welzow in das Amt Drebkau/Niederlausitz. Bekanntmachung des Ministers des Innern vom 6. Januar 1995. Amtsblatt für Brandenburg - Gemeinsames Ministerialblatt für das Land Brandenburg, 6. Jahrgang, Nummer 5, 18. Januar 1995, S. 22.
4. ↑  Kausche auf www.devastiert.de (Memento vom 4. März 2016 im Internet Archive)
5. ↑  Bildung einer neuen Stadt Drebkau. Bekanntmachung des Ministeriums des Innern vom 20. November 2001. Amtsblatt für Brandenburg Gemeinsames Ministerialblatt für das Land Brandenburg, 12. Jahrgang, 2001, Nummer 50, 11. Dezember 2001, S. 851 PDF